# Circles (포스트 말론의 노래)
〈Circles〉은 미국의 가수 포스트 말론의 노래이다. 세 번째 정규 앨범 《Hollywood's Bleeding》의 싱글이다.

## 인증
| 국가                               | 인증        | 판매량/출하량 |
| ---------------------------------- | ----------- | ------------- |
| 오스트레일리아 (ARIA)              | 8× 플래티넘 | 560,000       |
| 오스트리아 (IFPI 오스트리아)       | 플래티넘    | 30,000        |
| 벨기에 (BEA)                       | 플래티넘    | 40,000        |
| 브라질 (Pro-Música Brasil)         | 3× 플래티넘 | 120,000       |
| 캐나다 (뮤직 캐나다)               | 9× 플래티넘 | 720,000       |
| 덴마크 (IFPI Danmark)              | 2× 플래티넘 | 180,000       |
| 프랑스 (SNEP)                      | 골드        | 100,000       |
| 독일 (BVMI)                        | 골드        | 200,000       |
| 이탈리아 (FIMI)                    | 플래티넘    | 50,000        |
| 뉴질랜드 (RMNZ)                    | 3× 플래티넘 | 90,000        |
| 포르투갈 (AFP)                     | 2× 플래티넘 | 20,000        |
| 스페인 (PROMUSICAE)                | 골드        | 20,000        |
| 영국 (BPI)                         | 2× 플래티넘 | 1,200,000     |
| 미국 (RIAA)                        | 5× 플래티넘 | 5,000,000     |
| 판매량+스트리밍을 기반으로 한 인증 |             |               |